# Arvydas Sabonis
Arvydas Romas Sabonis (anhörenⓘ) (* 19. Dezember 1964 in Kaunas, Litauische SSR) ist ein ehemaliger litauischer Basketballspieler- und Unternehmer. Bei einer Körpergröße von 2,20 Metern und einem Gewicht von 132 kg kam er auf der Center-Position zum Einsatz.
Sabonis gilt als einer der besten litauischen und europäischen Basketballer aller Zeiten. Zusammen mit Rimas Kurtinaitis und Šarūnas Marčiulionis gehört er zur Goldenen Generation litauischer Basketballspieler, die ab Anfang der 1980er Jahre zunächst für die Sowjetunion und ab 1991 für das wieder unabhängige Litauen zahlreiche Erfolge einheimsen konnten. 2008 wurde Sabonis als einer der 50 bedeutendsten Akteure in der Geschichte der Europaliga ausgezeichnet. Im August 2011 wurde er in die Naismith Memorial Basketball Hall of Fame aufgenommen.
Sabonis’ Sohn Domantas ist ebenfalls Basketballprofi und spielt derzeit für die Sacramento Kings in der NBA.

## Laufbahn als Basketballspieler

### Jugend in der Sowjetunion (1981–1989)
Seine ersten Erfolge feierte Sabonis bereits im Alter von 16 Jahren 1981 als Junioren-Europameister und 1982 als Mitglied der sowjetischen Weltmeistermannschaft. In der Folge gewann er mit dem sowjetischen Team 1983 und 1989 Bronze bei der EM und 1985 die Goldmedaille bei der EM in Deutschland (hier auch zum besten Spieler des Turniers gewählt), sowie Silber bei den Weltmeisterschaften 1986. Mit dem litauischen Klub Žalgiris Kaunas, bei dem er ab 1981 zum Einsatz kam, wurde er ab 1985 drei Mal in Folge sowjetischer Meister.

### Internationale Karriere
Erste Versuche mit der beginnenden Perestroika in die NBA zu wechseln, scheiterten 1985 an der Altersgrenze (Minimum 21 Jahre) und 1986 an politischen Streitereien. Sabonis blieb in der Sowjetunion und gewann mit dem sowjetischen Team Gold bei den Olympischen Spielen 1988 in Seoul. Bei den Olympischen Spielen 1992 führte er das junge litauische Team zum sensationellen Gewinn der Bronzemedaille, 1995 zum Gewinn des Vize-Europameistertitels bei der EM in Griechenland. 1996 in Atlanta konnte er den Erfolg von Barcelona wiederholen, das von ihm angeführte litauische Team holte erneut die Bronzemedaille bei den Olympischen Spielen.
1989 konnte er endlich ins Ausland wechseln, ging allerdings nicht in die USA, sondern nach Spanien, wo er zunächst drei Jahre für Forum Valladolid, ab 1992 für Real Madrid spielte. Mit Madrid wurde er zweimal spanischer Meister (1993 und 1994) und einmal Sieger der Euroleague (1995). Im Herbst 1995 wechselte er mit 30 Jahren doch noch in die USA, zu den Portland Trail Blazers, die ihn schon 1986 gedraftet hatten. Er konnte sich trotz seines Alters und mehrmaliger Verletzungspausen auch in der NBA durchsetzen und absolvierte in sieben Spielzeiten (Pause in der Saison 2001/2002) über 520 Spiele für die Trail Blazers. 1996 wurde er in das NBA All-Rookie First Team berufen sowie bei der Wahl zum NBA Rookie of the Year hinter Damon Stoudamire Zweitplatzierter.

### Karriereende in Litauen
2003 kehrte er nach Litauen zurück und spielte noch eine Saison bei seinem alten Verein Žalgiris Kaunas, der auch dank seiner Klasse litauischer Meister wurde und eine hervorragende EuroLeague-Saison spielte. Mit 39 Jahren wurde er zum MVP der regulären Saison der Euroleague 2003/2004 gewählt.

## Spielweise
Seine Stärken lagen neben seiner Treffsicherheit vor allem in den Ballgewinnen in der Defensive (Defensiv-Rebounds und Blocks). In seiner Zeit in Spanien war er drei Mal bester Rebounder der Liga. Sein Punkterekord steht seit 1989 bei 53 Punkten (mit Žalgiris Kaunas gegen Dynamo Moskau), in der NBA waren es im Jahr 1997 33 Punkte (im Spiel gegen die Dallas Mavericks). 1994 und 1995 war er MVP der spanischen Liga. Noch mit 39 Jahren war er 2003/2004 in der Euroleague der Spieler mit den meisten Rebounds (10,3 pro Spiel) und den meisten Blocks (1,8 pro Spiel). Auch in der Saison 2004/2005 stand er noch im Kader von Žalgiris Kaunas, kam aber wegen einer Verletzung nicht zum Einsatz.

## Titel und Auszeichnungen
- Olympische Spiele: 1988 Gold mit der Sowjetunion, 1992 und 1996 Bronze mit Litauen
- Weltmeisterschaften: 1982 Gold mit der UdSSR, 1986 Silber mit der UdSSR
- Europameisterschaften: 1985 Gold mit der UdSSR, 1995 Silber mit Litauen, 1983 und 1989 Bronze mit der UdSSR
- Europäische Klubmeisterschaft / Euroleague: 1995 Meister mit Real Madrid, 1985 und 1986 Vizemeister mit Žalgiris Kaunas
- Litauische Klubmeisterschaft: 1985, 1986, 1987 sowie 2004 Meister mit Žalgiris Kaunas, 1983, 1984, 1988 und 1989 Vizemeister mit Žalgiris Kaunas
- Spanische Klubmeisterschaft: 1993 und 1994 Meister mit Real Madrid
- andere Meisterschaften: 1981 Gold mit der UdSSR bei der Junioren-EM, 1985 Gold mit der UdSSR bei der Universiade

Auszeichnungen
- 6× bester Spieler Europas: 1984, 1985, 1988, 1995, 1997, 1999 (La Gazzetta dello Sport)
- Bester Spieler der Euroleague: 2004 (Vorrunde und Runde der letzten 16)
- 2× wertvollster Spieler der spanischen Liga: 1994 und 1995
- Bester Spieler des Turniers: 1985 Europameisterschaft
- Bester Center: 1981 Junioren-EM
- 3× bester Rebounder der spanischen Liga
- Aufnahme in die FIBA Hall of Fame: 2010
- Aufnahme in die Naismith Memorial Basketball Hall of Fame: 2011

Ehrungen
Seit September 1997 ist Sabonis Ehrenbürger von Kaunas. Am 13. Juni 2022 wurde ein Asteroid nach ihm benannt: (545564) Sabonis.

## Unternehmer und Basketball-Manager
Arvydas Sabonis ist heute als Unternehmer tätig. Nach seiner Rückkehr nach Kaunas erwarb er die Mehrheit an Žalgiris Kaunas und ist Präsident des Vereins. Er betreibt seit 1992 eine Basketball-Schule in Kaunas, ließ mehrere Sportkomplexe und Sportzentren bauen, betreibt Hotels und Geschäfte und einen Handel mit Immobilien.
Sabonis ist seit 2011 Präsident des litauischen Basketball-Verbandes Lietuvos krepšinio federacija (LKF). Der frühere NBA-Profi war bei der Wahl der einzige Kandidat. Er wurde Nachfolger von Vladas Garastas. Er genießt in Litauen hohes Ansehen, mehrmals wurde über sein Eintreten in die Politik gemunkelt.
Sabonis spricht fünf Sprachen. Neben Litauisch beherrscht Sabonis auch Spanisch, Englisch, Russisch und Polnisch.

## Familie
Arvydas Sabonis ist mit der ehemaligen litauischen Schönheitskönigin Ingrida Mikelionytė-Sabonienė verheiratet. Sie haben eine Tochter und drei Söhne. Einer davon, Domantas Sabonis, ist ebenfalls Profibasketballer sowie Spieler der litauischen Basketballnationalmannschaft, Medaillengewinner beim EuroBasket 2015, und seit 2016 in der NBA aktiv.